# Lom (Norvegia)
Lom este o comună situată în partea de sud a Norvegiei, în provincia Innlandet. Până în 2020, a aparținut provinciei Oppland.